# Jávor Benedek
Jávor Benedek (Budapest, 1972. július 2. –) magyar biológus, politikus, európai parlamenti képviselő, a Párbeszéd – A Zöldek Pártja párt tagja.
Kilépéséig a LMP – Magyarország Zöld Pártja (LMP) választmányi tagja és szóvivője, 2012. január 29-ig a párt parlamenti frakcióvezető-helyettese, azt követően frakcióvezetője, a 2010-es önkormányzati választáson pártja főpolgármester-jelöltje volt.
A Párbeszéd Magyarországért megalakulásakor (2012) a párt egyik társelnöke volt. 2014-ben az Európai parlamenti választásokon az Együtt-PM választási szövetség jelöltjeként indult és mandátumot szerzett, 2019-ig képviselő volt az Európai Parlamentben.
2020. január 1-től a főváros brüsszeli képviseletének vezetője.

## Pályafutása

### Tanulmányai, szakmai pályafutása
Középiskolai tanulmányait a Pannonhalmi Bencés Gimnáziumban végezte, majd az ELTE Természettudományi Kar (ELTE-TTK) biológus szakán szerzett diplomát 1997-ben, ugyanitt 2006-ban biológia tudományokból doktorált. 1998-ban ösztöndíjjal Brüsszelben, 2007-ben Párizsban kutatott.
1998-tól a Pázmány Péter Katolikus Egyetem környezetjogi tanszékének oktatója, vendégoktatóként több más intézményben is megfordult (ELTE Állam- és Jogtudományi Kar,  ELTE Társadalomtudományi Kar, Moholy-Nagy Művészeti Egyetem). Kutatási területe a környezeti etika és filozófia (ezen belül megkülönböztetetten a jövő nemzedékek érdekeinek megjeleníthetősége), az ökopolitika, a vallások és az ökológia kapcsolódási területei, valamint a társadalmi részvétel és a civil szervezetek lehetőségei és szerepe a környezetvédelemben.
Közel félszáz hazai és nemzetközi publikációja van, társszerzőként és szerkesztőként a környezeti filozófiától, az ökoteológiától és a politikai ökológiától a környezetvédelmi közigazgatás vizsgálatán át az ökológiai rendszerek matematikai modellezéséig széles témakörben vett részt különböző publikációkban és munkákban. Házas, két gyermek édesapja.

### Politikai pályája
2000-ben a Védegylet egyik alapítója volt, 2000–2001-ben a Jövő Nemzedékek Képviselete program titkára, 2003–2008 között a Védegylet szóvivője is. Közben számos kampányt, illetve programot vezetett (Verespatak, természetvédelmi és erdőprogram, stb.). 2005-ben a Sólyom László köztársasági elnökké választását célzó kampány egyik szervezője volt. Hétéves kitartó lobbimunka eredményeként, melynek vezetője volt, 2007-ben az Országgyűlés elfogadta a jövő nemzedékek országgyűlési biztosa intézményt létrehozó törvénymódosítást.
2008-ban a Lehet Más a Politika egyik alapítója, 2009-től az LMP választmányi tagja, szóvivője volt.

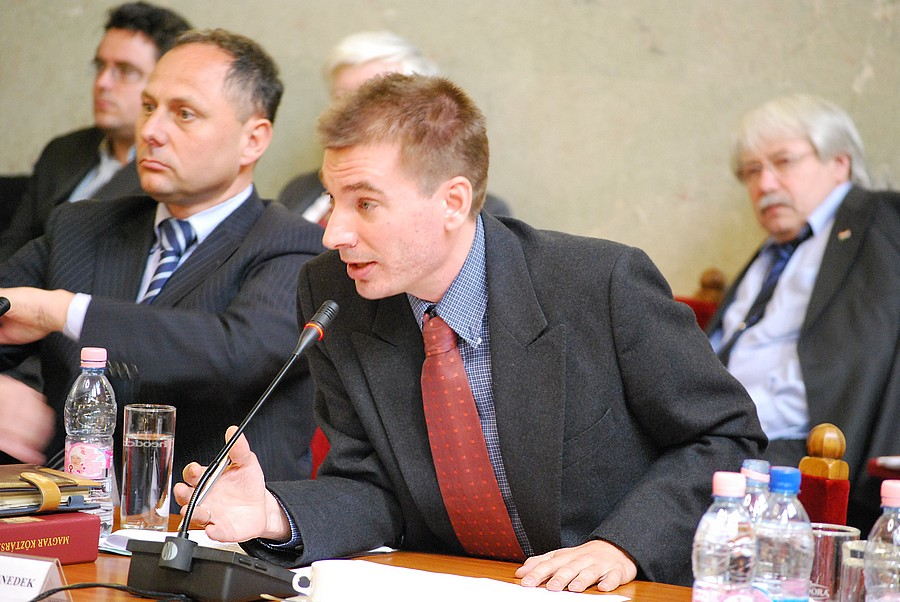
Jávor Benedek a parlament Fenntartható Fejlődés bizottságában

A 2010-es országgyűlési választáson Budapest 15. számú egyéni választókerületében, a párt budapesti területi listájának első és országos listájának második helyén indult; parlamenti mandátumot a budapesti lista vezetőjeként szerzett. 2010 májusától az LMP frakció elnökségének tagja. 2010-től 2013 februárjáig az Országgyűlés Fenntartható fejlődés bizottságának elnöke. E tisztségből való eltávolítását követően a Bizottság tagja. A Parlamentben elsősorban környezet- és energiapolitikai, valamint európai ügyekben volt aktív. Szakterületén több mint száz önálló és közel háromszáz módosító indítvány fűződik a nevéhez.
Július 8-án az LMP budapesti regionális kongresszusa a párt budapesti főpolgármester-jelöltjévé választotta. A főpolgármester-választáson Tarlós István és Horváth Csaba mögött a 3. helyen végzett, 9,89%-os eredménnyel.
2011. december 23-án LMP-s képviselőtársaival és aktivistákkal élőlánccal zárták el a Parlament bejáratait, így tiltakozva az aznap az Országgyűlésben szavazásra bocsátott, véleményük szerint a demokráciát súlyosan korlátozó törvények, köztük az egykulcsos adót kétharmadba öntő, a felsőoktatást átalakító, valamint az új választási rendszert létrehozó jogszabályok ellen.
A tisztségéről leköszönő Schiffer András helyére a 2012. január 28-29-i LMP-kongresszuson frakcióvezetővé választották. Posztjáról az LMP XX. kongresszusán, 2012. november 18-án lemondott, miután a párt úgy döntött, hogy Jávor együttműködés-párti stratégiája helyett Schiffer András elképzelésének szavaz többséget, és az ökoszociálisok nem kezdenek együttműködést Bajnai Gordon választási mozgalmával, az Együtt 2014-gyel, sem más ellenzéki erőkkel.
Miután az LMP 2013. január 26-i kongresszusa minden további egyeztetést kizárt az ellenzéki együttműködésről, többekkel kiléptek a pártból, és létrehozták a Párbeszéd Magyarországért nevű baloldali zöld formációt. Az új párt alakuló közgyűlésén Szabó Tímeával együtt társelnökké választották.
2013 októberében a Párbeszéd Magyarországért taggyűlése a párt 2014-es európai parlamenti választási listája vezetőjének választotta meg.
2014-ben az európai parlamenti választáson az Együtt-PM listájának 2. helyén szerepelt. A 2014-es európai parlamenti választáson az Együtt-PM lista egy mandátumot szerzett, Bajnai Gordon lemondása után ő kapta a mandátumot. A választási kampányban előre jelzett módon Európai Parlamentben a Zöldek/Európai Szabad Szövetség frakciójához csatlakozott.
Az Európai Parlamentben a Környezetvédelmi, közegészségügyi is élelmiszer-biztonsági bizottság első alelnökeként, továbbá az Ipari, kutatási és energiaügyi, valamint a Költségvetés-ellenőrzési bizottságok póttagjaként tevékenykedett. 2018-tól a az Ipari, kutatási és energiaügyi bizottság koordinátora volt a Zöldek/ESZSZ frakció részéről. A legaktívabb magyar EP-képviselőként elsődlegesen a környezet- és energiapolitika, a korrupcióellenesség és átláthatóság, a médiaszabadság valamint a roma integráció területein végzett munkát. Előadóként és árnyékelőadóként részt vett az Európai Bizottság Tiszta Energia csomagjának, a körforgásos gazdaságról szóló javaslatcsomagjának, az új ivóvíz irányelvének, és számos más jogszabálynak a megalkotásában, illetve kezdeményezte a közérdekű bejelentők védelmére vonatkozó uniós irányelv kidolgozását és elfogadását, amely 2019-re sikerrel járt.
Közismert a Paksi Atomerőműnek az orosz állami Roszatom részvételével megvalósuló bővítésnek ellenzéséről és kritizálásáról. Részben Jávor Benedek bejelentései nyomán indított 2015 novemberében az Európai Bizottság több vizsgálatot is a projekt ügyében, melyek 2017-re lezárultak. A médiaszabadság területén beadott panaszai a közmédia működéséről illetve az állami reklámköltések piactorzító hatásairól is vizsgálatokhoz vezettek. Egyik kezdeményezője, és 2019-ig házigazdája volt a 2016 óta az Európai Parlamentben minden évben megrendezésre kerülő Roma Hét eseménysorozatnak. Az Európai Parlamentben végzett munkájának elismeréseként több díjban is részesült, köztük a 2019-ben az Év EP-képviselője díjban környezetvédelem kategóriában, az Európai Adófizetők Szövetsége  a 2014-2019-es ciklus legjobb képviselőjének választotta ugyancsak környezetvédelmi területen, elnyerte a Media4Democracy díjat a médiaszabadság területén tett erőfeszítéseiért, és 2017-ben átvehette a spanyol Fundación Secretariado Gitano által  az EP ARDI Archiválva 2018. április 18-i dátummal a Wayback Machine-ben (Antirasszizmus és diszkrimináció) munkacsoportjának ítélt díjat.
2020. január 1-től Budapest Főváros Brüsszeli Képviseletének vezetője. 2022. október 14-én a Green European Foundation, igazgatósági tagjává választották. 

## Főbb művei
- A jövő nemzedékek jogai; szerk. Jávor Benedek; Védegylet, Bp., 2000 (Védegylet füzetek)
- Erdőfigyelő jelentés 2003. A védett területek kezeléséről a WWF Magyarország felmérésének tükrében; szerk. Exner Tamás, Jávor Benedek; WWF Magyarország, Bp., 2003 (WWF-füzetek)
- Felelősségünk a teremtett világért. Egyházi dokumentumok az ökológiai válságról; szerk. Jávor Benedek; Védegylet, Bp., 2004 (Védegylet füzetek)
- Környezet és etika. Szöveggyűjtemény; szerk. Lányi András, Jávor Benedek; L'Harmattan, Bp., 2005 (Ökoetika)
- Mielőtt odaláncolod magad. Útmutató a városi zöldfelületek és fák védelméhez; szerk. Jávor Benedek, Várady Tibor, Toma Gábor; Védegylet, Bp., 2006 (Védegylet füzetek)

## Kapcsolódó oldalak
- Párbeszéd – A Zöldek Pártja